# 徽州专区
徽州专区，中华人民共和国安徽省已撤消的专区，在今安徽省南部。
1949年依民國安徽省第七行政督察區置，属皖南行署区，专员公署驻屯溪市（今黃山市屯溪區）。辖屯溪市及歙县、旌德、绩溪、休宁、黟县、祁门6县。
1952年，原池州专区所属太平、石埭2县及原宣城专区所属宁国县划入徽州专区；同年，徽州专区改属安徽省。1953年，屯溪市由省直辖。1955年，由省直辖的屯溪市划归徽州专区。专区辖1市、9县。
1956年，撤销徽州专区，屯溪市由省直辖，其余9县划归芜湖专区。1961年，恢复徽州专区，专署驻屯溪市。辖原属芜湖专区的歙县、绩溪、旌德、宁国、休宁、祁门、黟县、太平8县。1962年，屯溪市由省直辖。徽州专区辖8县。

## 徽州地区
1971年，撤销徽州专区，改置徽州地区。
1987年11月27日，撤销徽州地区，设立地级黄山市，原县级黄山市改为黄山区，并设立黄山市徽州区，以歙县、休宁县各一部分为其行政区域。旌德、绩溪二县划入宣城地区。